# 朗布尔 (加来海峡省)
朗布尔（法語：Lambres，法語發音：[lɑ̃bʁ]）是法国上法蘭西大區加来海峡省的一个市镇，属于贝蒂讷区。

## 地理
朗布尔（50°37'2"N, 2°23'48"E）面积4.37 平方千米，位于法国上法蘭西大區加来海峡省，该省份为法国北部沿海省份，西北濒北海，南至索姆省，东临北部省。
与朗布尔接壤的市镇（或旧市镇、城区）包括：利斯河畔艾尔、伊斯贝格、马赞盖姆、凯尔讷、维泰尔讷斯。

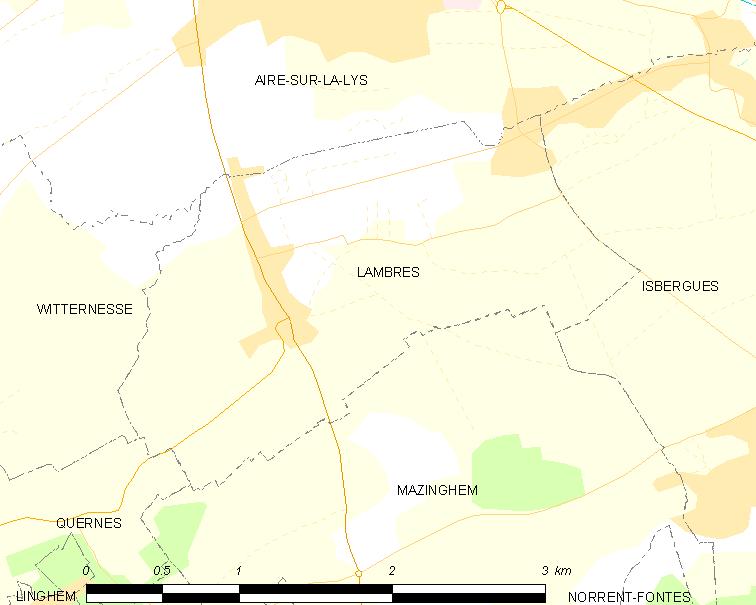
的OSM定位图

朗布尔的时区为UTC+01:00、UTC+02:00（夏令时）。

## 行政
朗布尔的邮政编码为62120，INSEE市镇编码为62486。

## 政治
朗布尔所属的省级选区为利斯河畔艾尔县。

## 人口

1962-2008年间人口变化图示

朗布尔于2022年1月1日时的人口数量为1066人。